# Bertie Kerr
Pour les articles homonymes, voir Kerr.
Herbert William Joseph Kerr dit Bertie Kerr, né le 19 octobre 1896 à Dublin et mort le 23 novembre 1973, est un footballeur international irlandais. Il joue au poste de défenseur au Bohemian Football Club et participe aux Jeux olympiques d'été de 1924 à Paris sous les couleurs de l'État Libre d'Irlande. Il est aussi le premier footballeur à porter le brassard de capitaine de l'équipe nationale nouvellement créée à la suite de l'indépendance de l'Irlande.
Sa carrière de footballeur terminée, il travaille dans le monde des courses hippiques et devient un négociant renommé. Parmi les chevaux qu'il a acheté puis revendu se trouvent des vainqueurs du Aintree Grand National, du Kentucky Derby ou de l'Irish 2000 Guineas.

## Carrière

### En club
Bertie Kerr commence à jouer dans l'équipe du Bohemian Football Club en 1914. Le club dispute alors le championnat de l'île d'Irlande organisé par la fédération basée à Belfast. Lors de la saison 1918-1919, saison où le club ne dispute pas de championnat à cause de la première guerre mondiale mais uniquement la Coupe, il est nommé capitaine de l'équipe.
Il dispute les premières saison du nouveau championnat d'Irlande de football à la suite de l'indépendance de l'État d'Irlande. Lors de la saison 1923-1924, il participe au gain du premier titre des Bohemians. Le club de Phibsborough remporte le titre à la suite de 15 victoires consécutives. L'équipe remporte aussi cette année-là le Shield.
Le 17 février 1924 Kerr dispute la demi-finale de la Coupe d'Irlande contre Athlone Town à Shelbourne Park. À la suite d'un choc avec Jimm Sweeney d'Athlone, il se blesse gravement, se fracturant la mâchoire et perdant plusieurs dents.
Après sa carrière de joueur, Bertie Kerr reste actif auprès de son club. Il devient membre du Comité directeur puis vice-président. Son jeune frère Kevin sera capitaine de l'équipe première des Boh's en 1942 soit 23 ans après son grand frère.

### En équipe nationale
En 1924, Bertie Kerr est sélectionné à trois reprises en équipe nationale. 
Il fait partie de la toute première sélection de l'équipe représentant le nouvel État, l'équipe de l'État Libre d'Irlande qui participe au Jeux olympiques de 1924 à Paris. Kerr obtient sa première sélection le 28 mai 1924 contre la Bulgarie pour les huitièmes de finale des JO. L'équipe irlandaise l'emporte 1-0 et se qualifie pour les quarts de finale. Dans cette équipe figure plusieurs de ses camarades de club Jack McCarthy et Johnny Murray. Le 2 juin 1924 il honore sa deuxième sélection contre les Pays-Bas. Les Irlandais perdent la rencontre 2-1 après prolongation,. Le 14 juin, Kerr fait sa troisième et dernière apparition en équipe nationale à l'occasion d'une rencontre amicale contre les États-Unis à Dalymount Park à Dublin. Il est le premier capitaine de l'équipe d'Irlande pour son premier match à domicile. Kerr et ses partenaires l'emportent 3-1.

## Monde hippique
En septembre 1920, avec le soutien de son père, Bertie Kerr fonde sa propre agence de courtage et de conseils en gestion de chevaux de course. Il a le don de déceler le potentiel des jeunes chevaux de course et c'est en grande partie grâce à cette réputation que son agence, Kerr & Co. Ltd, est devenue une entreprise familiale prospère. L'un de ses plus grands succès en tant qu'agent est l'achat de Nasrullah en 1944. Ce cheval a été acquis par Kerr & Co. Ltd auprès du célèbre propriétaire de chevaux Aga Khan III. La société l'a possédé pendant trois semaines avant de le vendre à Joseph McGrath. 
Kerr a également acheté et vendu quatre chevaux qui ont ensuite remporté le Grand National d'Aintree. Il s'agit de Sheila's Cottage en 1948, Freebooter en 1950, Anglo en 1966 et Red Alligator en 1969. L'une de ses plus belles acquisitions est probablement Tomy Lee, le vainqueur du Kentucky Derby 1959. Tomy Lee est le deuxième cheval non américain à remporter le Kentucky Derby et Kerr devient le premier agent non américain à acheter un vainqueur.
La réputation de Kerr ne se limite pas à l'Irlande ou au Kentucky. Elle s'étend à Hollywood, et parmi les nombreuses personnes sur lesquelles il pouvait compter en tant qu'ami, connaissance et client, il y avait Raoul Walsh. Avec son ami John Huston, Walsh était un grand amateur de courses de chevaux. En 1951, apprenant que Huston se rendait en Angleterre et pensant qu'il pourrait être intéressé par l'achat d'un cheval, Walsh écrivit à Huston et déclara que « le meilleur et le plus honnête des hommes que je puisse recommander est Bert Kerr ».

## Palmarès
- Championnat d'Irlande de football
  - Vainqueur en 1924 avec le Bohemian Football Club
- League of Ireland Shield
  - Vainqueur en 1924 avec le Bohemian Football Club